# Проактивний захист
Проактивний захист - сукупність технологій, яка використовується в  антивірусному програмному забезпеченні, головною метою яких є виявлення потенційно небезпечного програмного забезпечення. На відміну від сигнатурних технологій, вони попереджають, а не виявляють вже відоме зловмисне програмне забезпечення в системі. При цьому проактивний захист намагається блокувати потенційно небезпечну активність програми. Великим недоліком проактивного захисту є хибні спрацьовування, внаслідок чого блокуються легітимні (нешкідливі) програми.

## Технології проактивного захисту
- Евристичний аналіз
- Емуляція
- Аналіз поведінки (англ. HIPS)
- Пісочниця (англ. Sandbox)
- Віртуалізація робочого простору

## Сучасне використання проактивних технологій
Нині проактивні технології є важливою і невід'ємною частиною антивірусного програмного забезпечення. Більш того, зазвичай, в антивірусних продуктах використовується одночасно декілька технологій проактивного захисту, наприклад еврістичний аналіз та емуляцію кода, що дозволяє збільшити продуктивність сучасних антивірусів.